# Comuna de Damnica
Damnica (polaco: Gmina Damnica) é uma gminy (comuna) na Polónia, na voivodia de Pomerânia e no condado de Słupski. A sede do condado é a cidade de Damnica.
De acordo com os censos de 2004, a comuna tem 6302 habitantes, com uma densidade 37,6 hab/km².

## Área
Estende-se por uma área de 167,81 km², incluindo:
- área agricola: 64%
- área florestal: 29%

## Demografia
Dados de 30 de Junho 2004:
|                      | Total   | Total | Mulheres | Mulheres | Homens  | Homens |
| -------------------- | ------- | ----- | -------- | -------- | ------- | ------ |
|                      | pessoas | %     | pessoas  | %        | pessoas | %      |
| População            | 6302    | 100   | 3109     | 49,3     | 3193    | 50,7   |
| Densidade (pop./km²) | 37,6    | 100   | 18,5     | 18,5     | 19      | 19     |

De acordo com dados de 2002, o rendimento médio per capita ascendia a 1454,19 zł.